# Regierung des Volksstaates Hessen
Die Regierung des Volksstaates Hessen war die Exekutive des Volksstaates Hessen von 1918 bis 1934. Sie war der Nachfolger der Regierung des Großherzogtums Hessen. Mit der Einführung der Gleichschaltungsgesetze 1933 wurden die Länder aufgelöst und ein Reichsstatthalter Funktionsnachfolger. Nach der Zeit des Nationalsozialismus wurde die Hessische Landesregierung Nachfolgerin.

## Bildung der Regierung
Die Regierung wird im Abschnitt IV. Von der Staatsleitung der Verfassung des Volksstaates Hessen beschrieben. Sie besteht zunächst einmal aus dem Ministerpräsidenten (mit der Amtsbezeichnung Staatspräsident). Der Staatspräsident wurde vom Landtag des Volksstaates Hessen mit Absoluter Mehrheit gewählt.
Der Staatspräsident berief dann die Mitglieder der Landesregierung (in der Verfassung Gesamtministerium genannt). Dem so benannten Kabinett musste dann der Landtag zustimmen.
Die Regierung war dem Landtag verantwortlich. Der Landtag konnte dem Gesamtministerium (nicht einzelnen Mitgliedern) das Misstrauen aussprechen und damit zum Rücktritt zwingen.
Die Minister leiten die Geschäfte ihres Verwaltungszweiges eigenverantwortlich (Ressortprinzip). Fragen der allgemeinen Regierung entscheidet das Gesamtministerium. Die Mitglieder des Gesamtministeriums beraten und entscheiden unter Leitung des Ministerpräsidenten in kollegialer Form mit einfacher Mehrheit (Kollegialprinzip).

## Aufgaben, Aufbau und Kompetenzen
Das Gesamtministerium ist berechtigt, Gesetzesvorschläge in den Landtag einzubringen. Das Gesamtministerium oder die zuständigen Ministerien erlassen die zur Ausführung der Gesetze notwendigen Verordnungen.

## Ministeranklage
Der Landtag hatte die Möglichkeit der Ministeranklage bei Verletzung der Verfassung oder anerkannt verfassungsmäßiger Rechte oder schweren Gefährdung der Sicherheit oder Wohlfahrt des Staates. Hierzu war eine verfassungsändernde Mehrheit notwendig. Die Klage wurde beim Staatsgerichtshof des Landes Hessen verhandelt.

## Geschichte
Nach der Novemberrevolution 1918 traten dis bisherigen Minister der großherzoglichen Regierung Carl von Ewald, Friedrich von Hombergk zu Vach und Johannes Baptist Becker am 11. November 1918 zurück und wurden pensioniert. Der Arbeiter- und Soldatenrat beauftragte Carl Ulrich (SPD) mit der Bildung einer Übergangsregierung, dem Kabinett Ulrich I. Neben den bisherigen Ressorts des Äußeren (Ulrich), des Inneren, der Justiz und der Finanzen wurden Leiter der Ministerialabteilungen  Landesarbeitsamt, Ernährung und Bildungswesen bestellt.
Die am 21. Februar 1919 vom Parlament gewählten Regierung, dem Kabinett Ulrich II folgte dieser Ressortaufteilung, lediglich Hermann Neumann verlor den Kabinettsrang und wurde Leiter des Landesernährungsamtes.